# It's in Your Eyes
It's in Your Eyes è un singolo del cantante britannico Phil Collins, pubblicato nel 1996 ed estratto dall'album  Dance into the Light.

## Tracce
1. It's in Your Eyes – 3:02
2. Always (Big Band) – 4:52
3. I Don't Want to Go – 2:51

## Formazione
- Phil Collins – voce, batteria, tastiera, chitarra
- Daryl Stuermer – chitarra ritmica
- Ronnie Caryl – chitarra ritmica
- Nathan East – basso